# Dietrich Fischer-Dieskau
Dietrich Fischer-Dieskau (ur. 28 maja 1925 w Berlinie, zm. 18 maja 2012 w Berg) – niemiecki śpiewak (baryton).

## Życiorys
Uznawany za jednego z największych interpretatorów pieśni w XX wieku. Uznany wykonawca m.in. cykli Franza Schuberta oraz kantat J.S. Bacha. Przywiązywał ogromną uwagę dla tekstu (np. role w operach Mozarta interpretował zupełnie inaczej niż większość wykonawców). Wielu kompozytorów dedykowało mu swoje utwory, m.in. Benjamin Britten, Karl Amadeus Hartmann i Witold Lutosławski.
W 1992 zakończył karierę jako śpiewak i zaczął dyrygować.
W 1975 został laureatem duńskiej Nagrody Fundacji Muzycznej Léonie Sonning.
W 2005 otrzymał nagrodę Polar Music Prize przyznawaną w Szwecji za wybitne osiągnięcia w dziedzinie muzyki. Doctor honoris causa Uniwersytetu Oksfordzkiego, Uniwersytetu w Heidelbergu, Uniwersytetu Yale i Sorbony.